# Henry Reichlen
Henry Reichlen (10 avril 1914, Bulle (canton de Fribourg) - 8 décembre 2000, Paris)  est un archéologue, ethnologue, anthropologue et linguiste de nationalité helvétique, spécialiste de l'Amérique précolombienne. 
Après des études de droit, d’histoire de l’art, de botanique, de géologie et de zoologie à l’université de Fribourg, il est, de 1934 à 1937, attaché au musée cantonal d’Histoire naturelle et d’Archéologie de cette ville.
Sa carrière se partage ensuite entre l’Amérique du Sud et le musée de l’Homme à Paris.

## L'Amérique du sud
En 1938, il part pour l’Argentine où il rencontre les frères Emilio et Duncan Wagner qui l’encouragent à reprendre des fouilles à Averias et Icano ; il est alors assistant technique au musée archéologique de Santiago del Estero. 
Il rentre en Europe en 1939, où il suit des cours d’ethnologie à l’université de Fribourg et à Paris à l’Institut d’ethnologie, à l’École pratique des hautes études et à l’Institut de paléontologie humaine. À cette date, il devient membre de la Société des Américanistes ; il sera membre de son conseil de 1943 à 1977.
En 1940, il est nommé par Paul Rivet responsable par intérim du département d’Amérique du musée de l’Homme, charge qu’il conserve jusqu’en 1947. Il s’occupe de la réinstallation des salles d’exposition d’Amérique, d’Océanie et des peuples arctiques et réorganise avec grand soin les collections archéologiques du Pérou. 
C’est à cette époque qu’il épouse Paule Barret, anthropologue physique, collaboratrice de Paul Rivet, avec laquelle il publiera souvent en collaboration. 
En 1945, il intègre le CNRS nouvellement créé et sera nommé maître de recherches en 1963.
Il retourne ensuite en Amérique du Sud. De 1947 à 1952, il fait partie de la mission ethnologique française au Pérou septentrional. Dans ce cadre, il effectue une série de reconnaissances et de fouilles archéologiques dans le sud-est du département de Cajamarca, travaille sur les sites de Wayrapong, Las Torrecitas, ainsi qu’à La Vaqueria et Otusko-Chondorko. En parallèle de ses fouilles, il participe à la création de l'Institut Français d'Études Andines, où il donne des cours dans la section archéologie.
Ces chantiers lui permettent d’établir la "séquence céramique" de Cajamarca qui fait toujours date. 
Il est ensuite en mission dans le nord du Pérou, dans la vallée du Haut-Utcubamba et réalise des fouilles à Kuelape, San Pedro de Washpa, Chipurik et Ayshpachaca. Il s’intéresse aux maisons funéraires collectives de Revash. Il complète ce travail archéologique par des enquêtes linguistiques et ethnographiques, recueille une importante documentation photographique sur les gravures et peintures rupestres du versant occidental des Andes. 
À la fin de l’année 1958, il rejoint en Patagonie chilienne le site de Ponsonby où il participe aux fouilles de ce site et à celles des grottes Fell et Oosin Aike.

## Œuvres
Les centres d’intérêt d’Henry Reichlen étaient multiples – il a allié dès sa formation universitaire, sciences naturelles et sciences humaines. Outre de nombreux articles et ouvrages concernant ses travaux archéologiques et ethnographiques en Argentine et au Pérou, il a publié sur des collections du musée de l’Homme provenant de la Martinique, de la Californie, du Pérou, de l’Amazonie, ainsi que sur l’histoire des collections et sur les anciennes missions françaises. 
On lui doit la publication, dans le Journal de la Société des Américanistes, du manuscrit Boscana conservé à la Bibliothèque nationale de Paris, manuscrit considéré comme le document ethnographique le plus important laissé sur les Indiens de Californie par les franciscains qui les convertirent de 1812 à 1822.
Homme de musée et homme de terrain, affable, courtois, méticuleux, passionné par les objets, il a considérablement enrichi le patrimoine français par le don de collections archéologiques et ethnographiques au département Amérique du laboratoire d’ethnologie. Il a également fait don de quelques objets aux départements d’Océanie, d’Afrique du Nord et d’Europe, souvent acquis dans des ventes aux enchères, qu’il fréquentait beaucoup. Sur ses terrains de fouilles, Henry Reichlen prenaient de nombreuses photographies. Il a donné certaines de ses pièces et de ses archives au musée du quai Branly.
Son autre passion était la peinture et la gravure contemporaines : lui-même, issu d’une famille de peintres, était un bon dessinateur. Sa fille Marie-Hélène a fait don de ses papiers et de ses photographies au musée du quai Branly - Jacques Chirac.